# Йога-нидра
Йога-нидра (санскр. योगनिद्रा, IAST: yoganidrā) — психотехника, разработанная Свами Сатьянанда Сарасвати. В середине XX века на основе исследований физиологии мозга и древних йогических практик Сатьянанда разработал систему йога-нидры. Эта техника связана с последовательной проработкой частей нашего тела в мотокортексе и сенсорной области мозга, что вызывает глубокое медитативное состояние. Эту практику называют йогой сна, или йогическим сном.
Практика йоги-нидры способствует снижению напряженности и беспокойства. Вегетативные симптомы высокой тревожности, такие как головная боль, головокружение, боль в груди, учащённое сердцебиение, повышенная потливость, боли в животе хорошо устраняются. Йога-нидра была использована, чтобы помочь справиться с посттравматическим стрессовым расстройством солдатам после войны.
Йога-нидра в значении осознанного глубокого сна в Мандукья-упанишаде называется «праджня».

## Научная оценка
Первые экспериментальные данные о йога-нидре были получены в Menninger Foundation (США) в 1971 г. Под руководством доктора Элмера Грина исследователи использовали энцефалограф для записи мозговой активности индийского йога Swami Rama, когда он расслаблялся при помощи практики йога-нидры.